# Larry Smith
Larry Smith (ur. 18 stycznia 1958 w Rolling Fork) – amerykański koszykarz, występujący na pozycjach skrzydłowego oraz środkowego, trener koszykarski.
W marcu 1981 roku ustanowił rekord kariery, uzyskując 31 zbiórek w spotkaniu przeciwko Denver Nuggets. Pięciokrotnie w karierze plasował się w TOP 10 najlepiej zbierających zawodników NBA (1981, 1982, 1985, 1986, 1987). 

## Osiągnięcia
Na podstawie, o ile nie zaznaczono inaczej.
NCAA
- Uczestnik turnieju NCAA (1980)
- Mistrz:
  - turnieju konferencji Southwestern Athletic (SWAC – 1979, 1980)
  - sezonu regularnego SWAC (1979, 1980)
- 2-krotny zawodnik roku konferencji SWAC (1979, 1980)[2]
- 2-krotny sportowiec roku Konferencji SWAC (1979, 1980)
- Lider NCAA w zbiórkach (1980 – 15,1)

NBA
- Zaliczony do II składu debiutantów NBA (1981)[3]
- 2-krotny zawodnik tygodnia NBA (8.03.1981, 29.03.1987)[4]
- Lider play-off w średniej zbiórek (1987)[5]

Reprezentacja
- Mistrz uniwersjady (1979)[6]

Trenerskie
- 2-krotny mistrz NBA jako asystent trenera (1994, 1995)[7]
- Mistrz D-League jako asystent trenera (2006)